# John Wesley Jones
Pour les articles homonymes, voir John Jones et Jones.
(en) Statistiques sur pro-football-reference
John Wesley Jones II, dit Lam Jones ou Johnny Lam (né le 4 avril 1958 à Lawton (Oklahoma) et mort le 15 mars 2019 à Round Rock au Texas), est un athlète américain, spécialiste du sprint.

## Biographie
John Wesley Jones remplace Houston McTear, blessé, dans l'équipe américaine des Jeux olympiques de Montréal. Il termine 6e du 100 m. Il fait partie du relais américain 4 × 100 m, comme deuxième relayeur, et remporte la médaille d'or de ces Jeux.
Par la suite, il aura une carrière de footballeur américain, pour les Jets de New York.